# Francisco de Moura
D. Francisco de Moura (séc. XVII — 1666) foi um militar e administrador colonial, governador de Cabo Verde, capitão do donatário da ilha Graciosa e membro dos Conselhos de Guerra e do Estado do rei D. Filipe III de Portugal.

## Biografia
Filho de D. Filipe de Moura, serviu na Índia e foi a Malaca onde perdeu uma mão, governou Cabo Verde, entre 1618 e 1622 e socorreu a Baía, em 1624, quando os holandeses a tomaram, achando-se na restauração daquela cidade brasileira. Serviu nos Conselhos de Guerra e do Estado, de Filipe III de Portugal. Recebeu a comenda de Santa Marinha de Moreira, no bispado de Viseu, da Ordem de Cristo.
Quando em 1636 faleceu D. Fernando Coutinho em 1636, sem geração legítima, a capitania da Graciosa passou para a Coroa, sendo entregue a D. Francisco de Moura em pagamento dos serviços prestados em 1624 no socorro à Baía de Todos os Santos que nesse ano foi assediada pelos holandeses. Cristóvão Alão de Morais afirma que a mercê foi concedida pelo rei D. Filipe III, mas frei Diogo das Chagas informa que a mercê foi de D. João IV. Não se conhece a carta régia de tal mercê.
Terá sido capitão do donatário da ilha Graciosa até cerca de 1666, quando morreu sem geração legítima e a capitania foi entregue por carta de 17 de dezembro de 1666 a Luís Mendes de Elvas.